# Jugendbund Neudeutschland

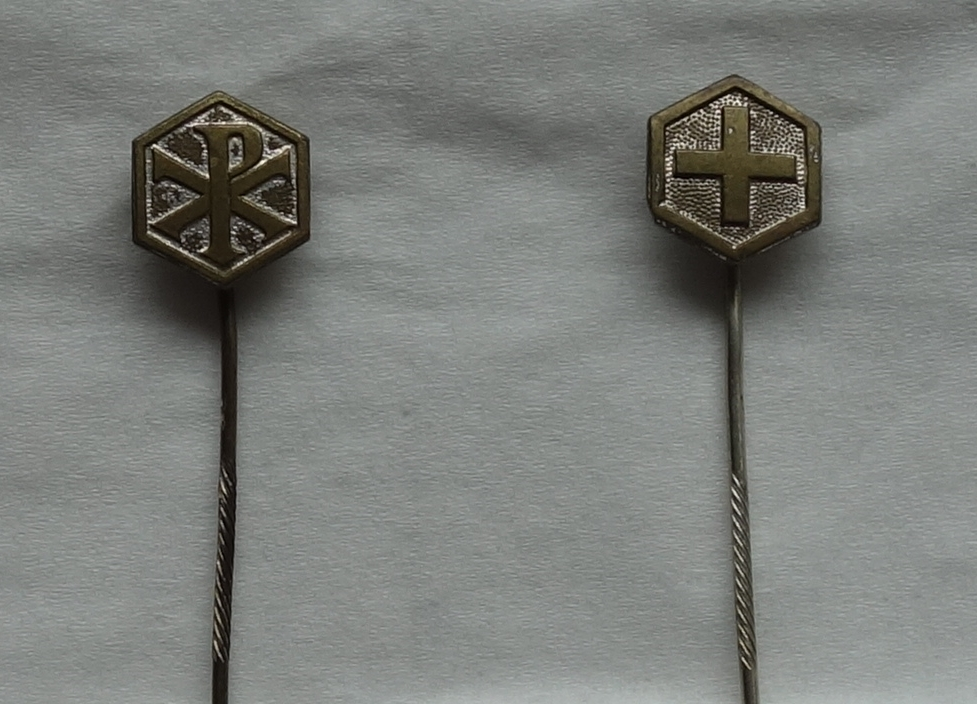
Speld van Bund Neudeutschland

De Jugendbund Neudeutschland is een Duitse katholieke organisatie.
De organisatie werd opgericht in 1919 op voordracht van Felix von Hartmann, de aartsbisschop van Keulen. Tijdens de Weimarrepubliek was de beweging verbonden met de Katholieke Centrumpartij. De organisatie verzette zich tegen het nazisme en werd in 1933 door het naziregime verboden. Na de Tweede Wereldoorlog werd ze heropgericht onder de naam Bund Neudeutschland en uitgebreid. De bond kende de bestaande vleugel voor middelbare scholieren, een andere voor universiteitsstudenten en een derde vleugel voor degenen die geen studenten meer waren, maar in de beweging wilden blijven. De studentenvleugels fuseerden vervolgens met de parallelle meisjesbeweging Heliand en vormden de Duitse Katholische Studierende Jugend, die is aangesloten bij de International Young Christian Students (JECI- IYCS).

## Voormalige leden
- Hans Filbinger, Duits jurist en politicus (CDU)
- Bernhard Vogel, Duits politicus (CDU)
- Rainer Barzel, Duits jurist
- Heinz Bello, Duits katholieke martelaar en slachtoffer van het naziregime
- Johannes Joachim Degenhardt, Duits geestelijke en kardinaal van de Rooms-Katholieke Kerk
- Werner Thissen, Duits geestelijke en aartsbisschop van de Rooms-Katholieke Kerk